# Hendrik Willem Mesdag
Hendrik Willem Mesdag, född 23 februari 1831, död 10 juli 1915, var en nederländsk marinmålare. 

## Biografi
Mesdag föddes i Groningen som son till bankmannen Klaas Mesdag och dennes fru Johanna Wilhelmina van Giffen. 1856 gifte han sig med Sina van Houten. 
1866 beslutade sig Mesdag för att bli konstnär. Han var då 35 år gammal och hade dessförinnan arbetat på sin fars bank och endast målat på fritiden. 1868  flyttade han till Bryssel för att studera för konstnären Willem Roelofs. Året därpå bosatte han sig i Haag vid kusten. Mesdags huvudsakliga motiv kom att bli havet och stranden i Scheveningen var favoritplatsen för skapandet. 1870 tilldelades Mesdag guldmedalj vid Salongen i Paris och slog därmed igenom internationellt.
Mesdag sägs ha haft en beundrare i den svenske landskapsmålaren Carl Skånberg som verkade vid den nederländska kusten under 1870-talet.

## Galleri

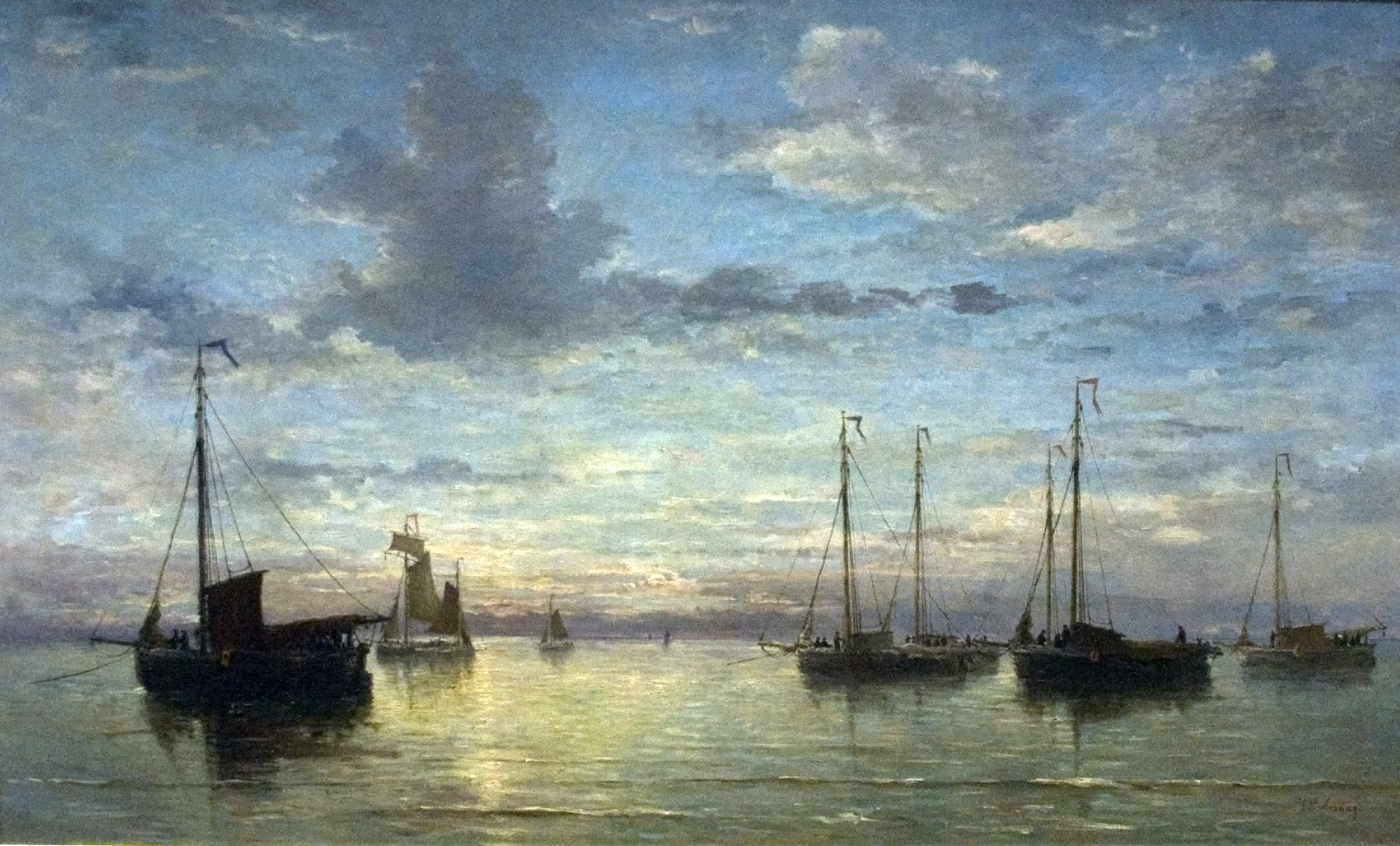
Evening on the sea (1870)
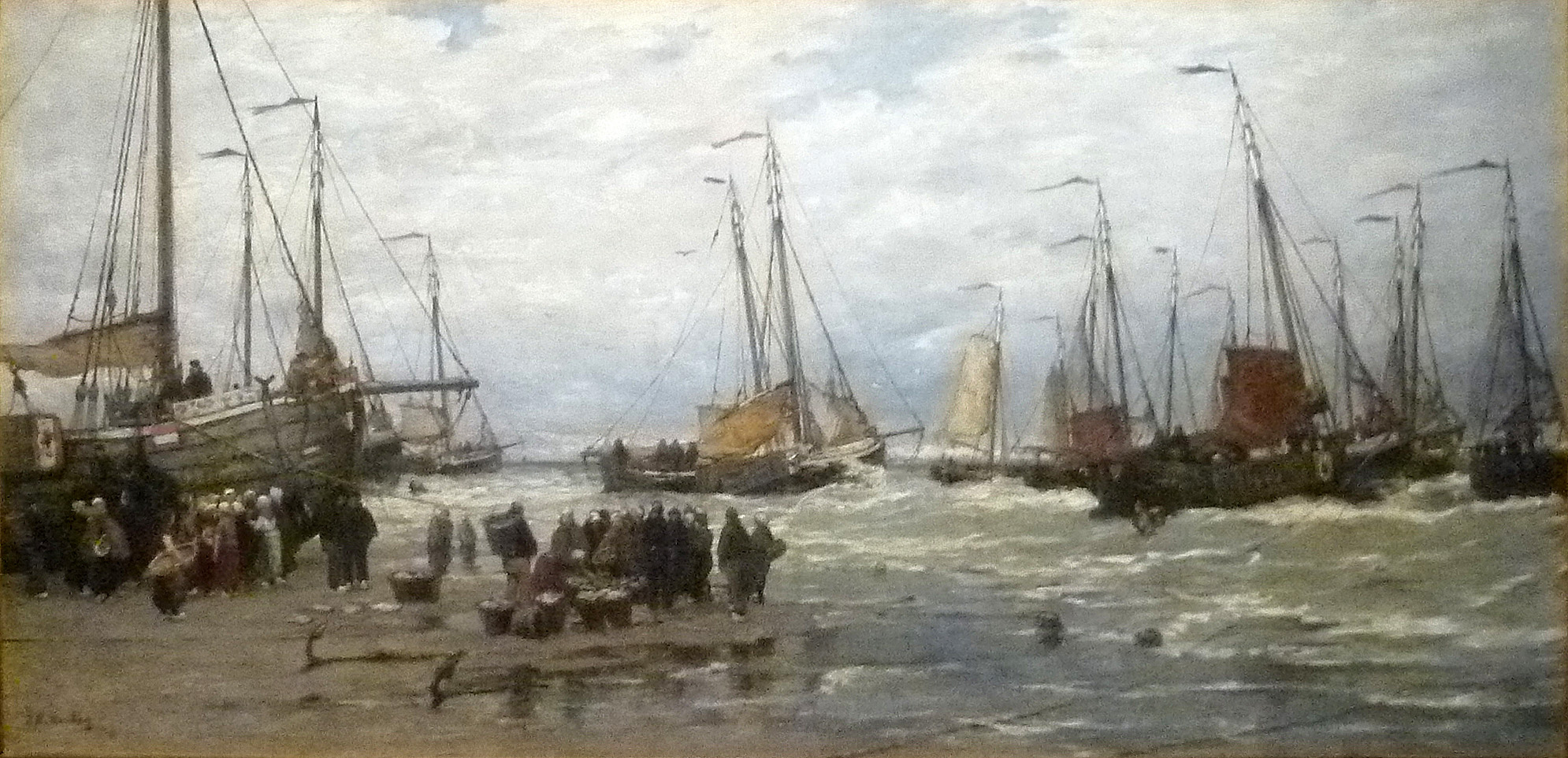
Fishing Pinks in Breaking Waves (c:a 1875 - 1885)
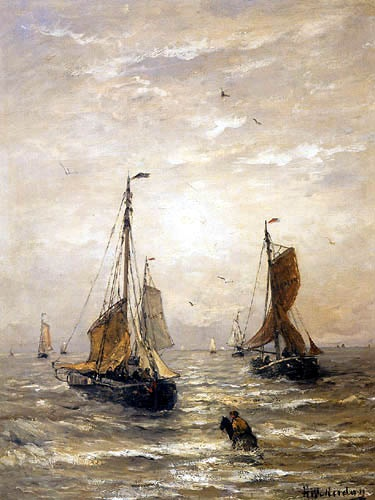
De terugkeer van de vissersvloot (c:a 1880)
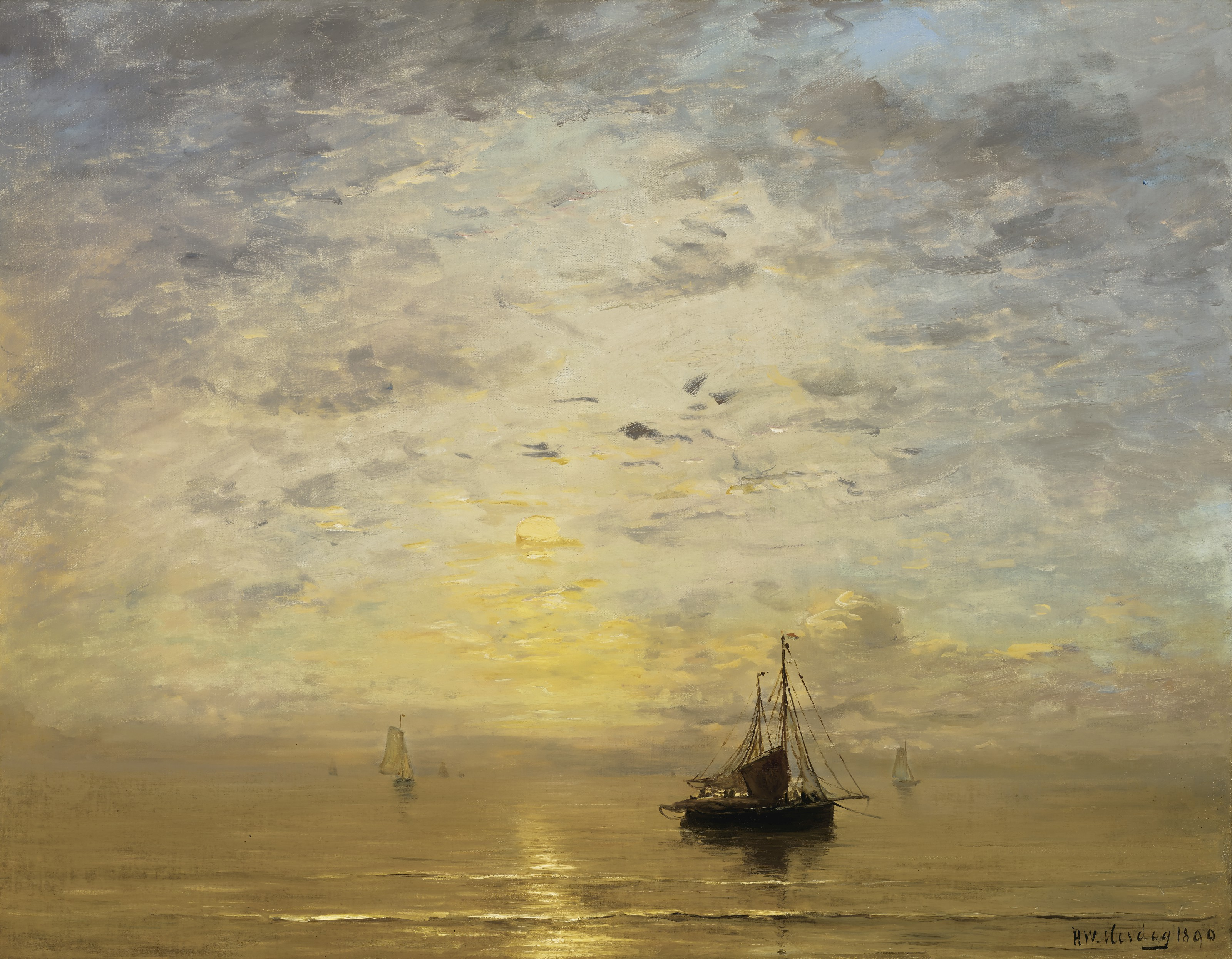
Marine (1890)
Sunset at Scheveningen: A Fleet of Fishing Vessels at Anchor (1894)
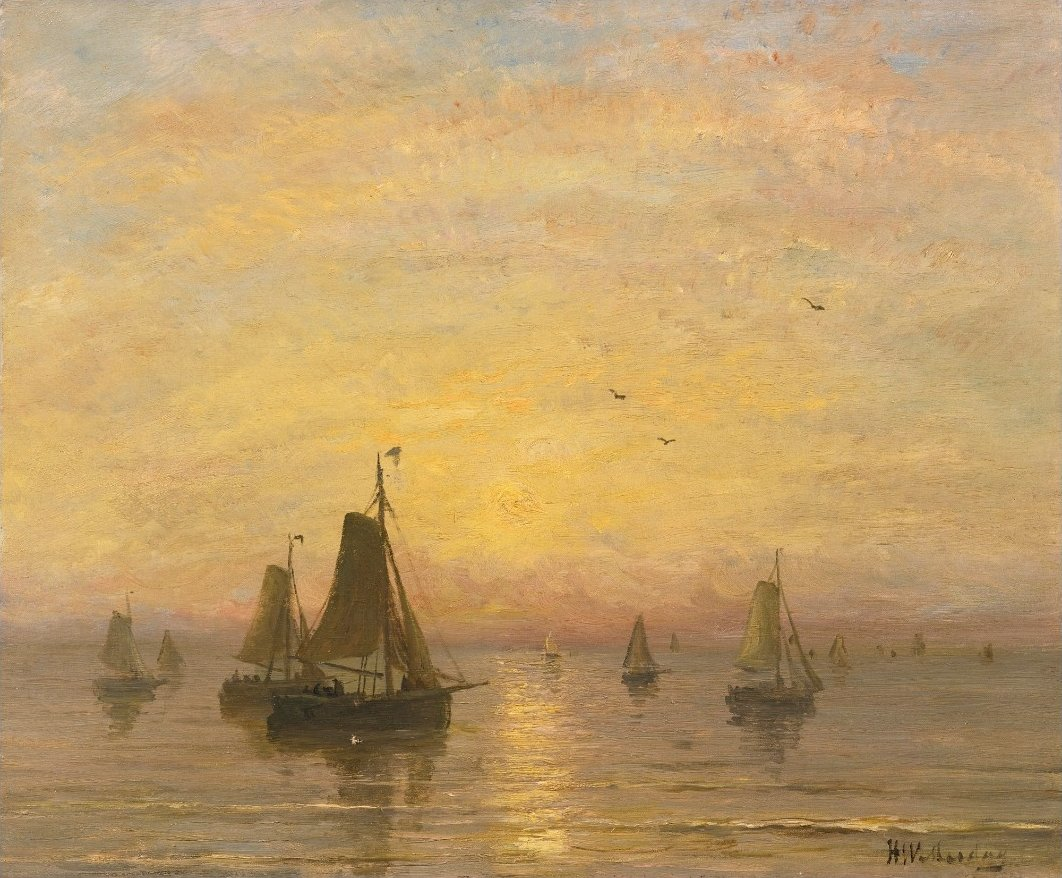
Boats on the North Sea (u. å.)
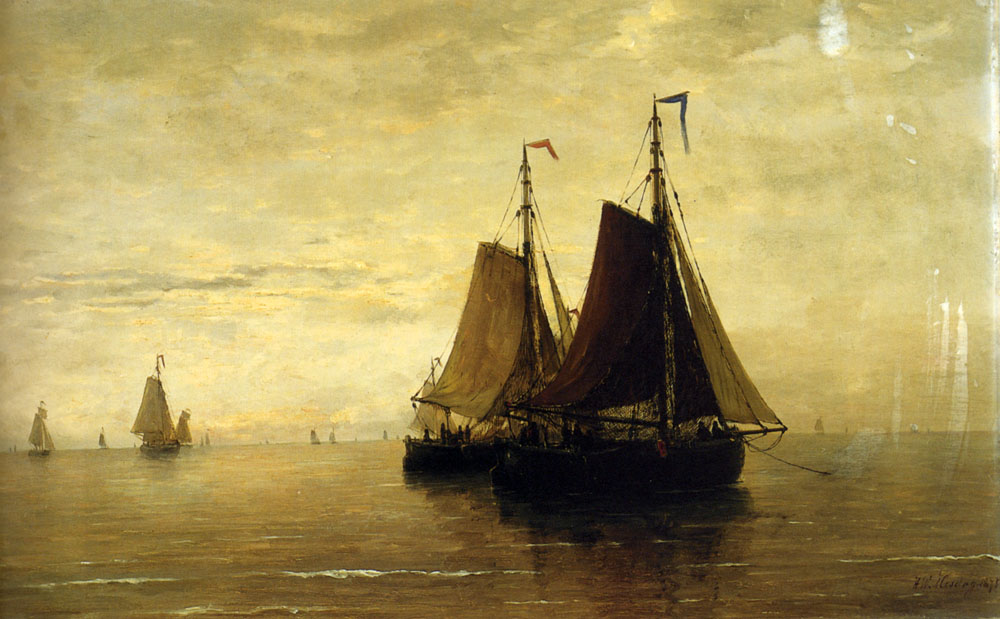
Lugnt hav (u. å.)
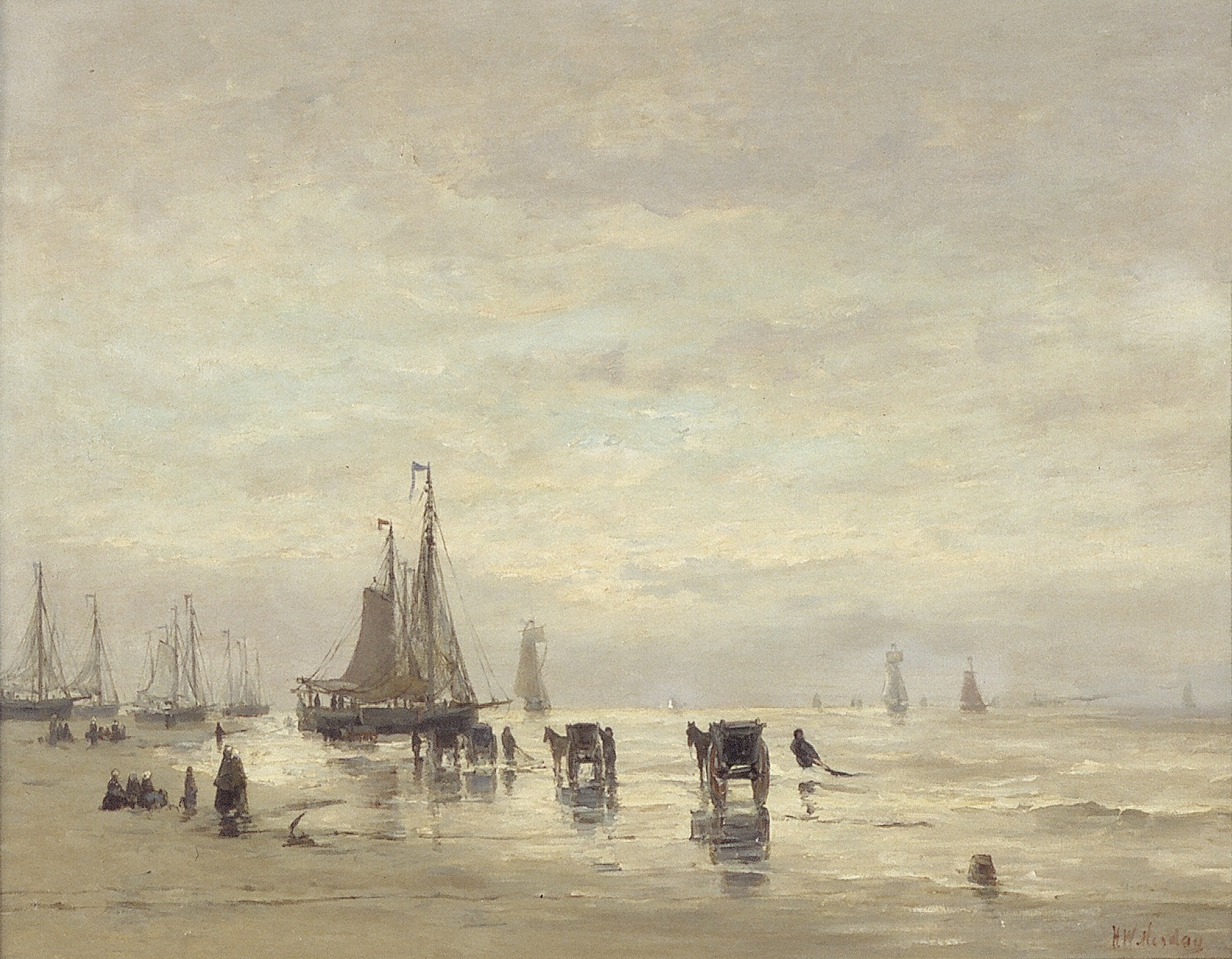
Beach with Boats and Seashell Hunters (u. å.)
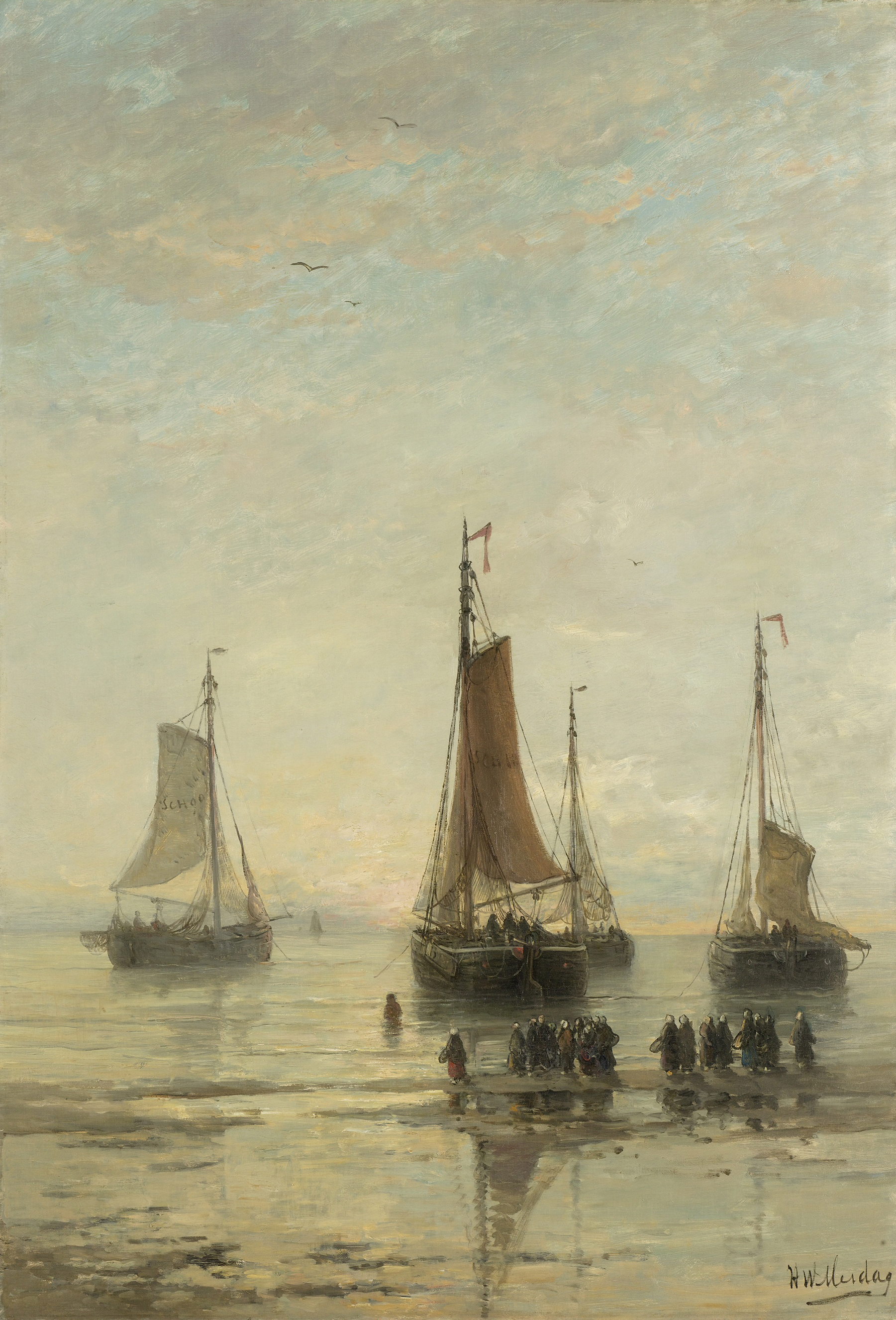
Fishing Boats from Scheveningen Anchored (u. å.)
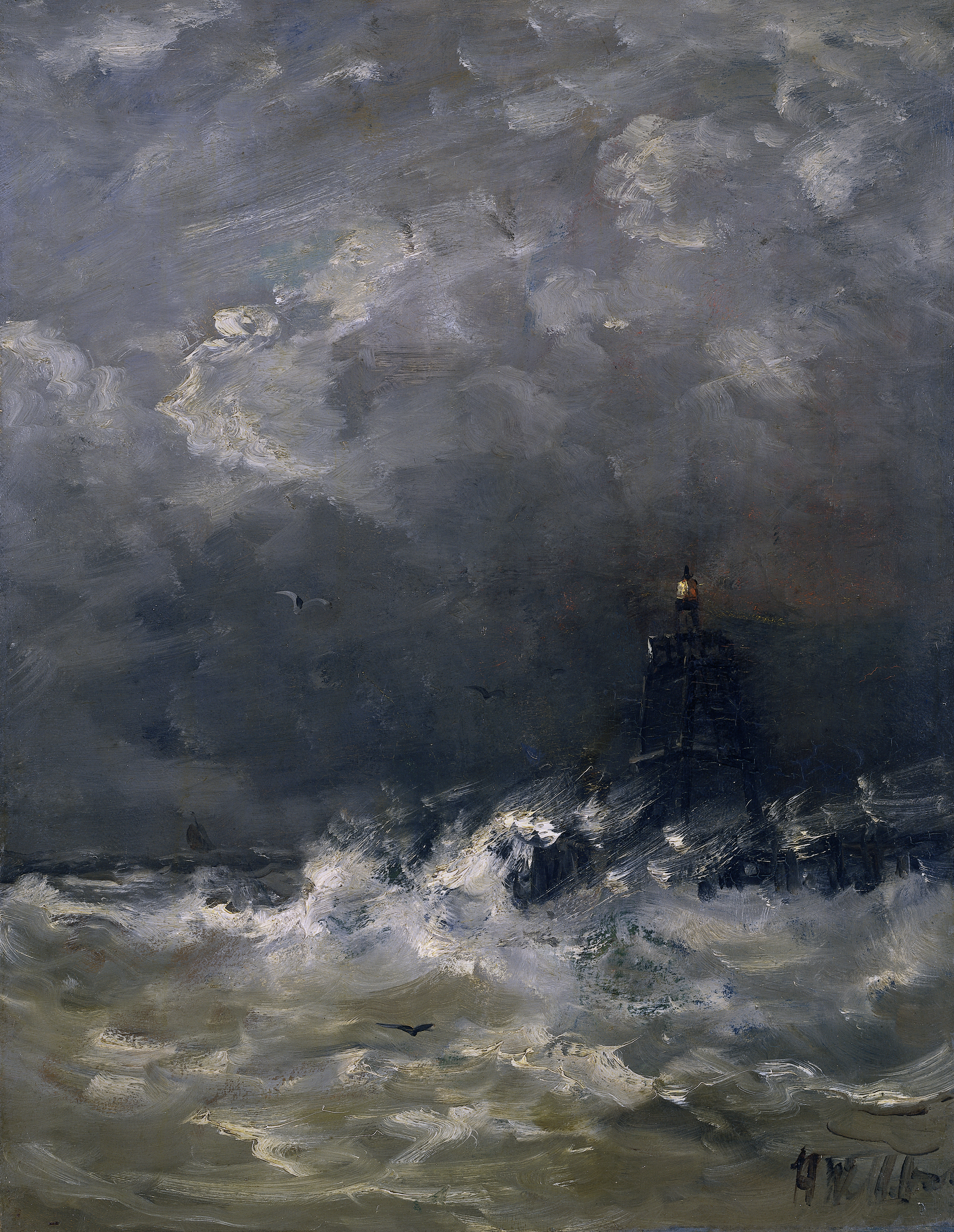
Lighthouse in the Surf  (u. å.)